# Сияние (мини-сериал)
«Сияние» (англ. The Shining) — трёхсерийный триллер/фильм ужасов снятый в 1997 году режиссёром Миком Гаррисом по мотивам одноимённого романа Стивена Кинга. 
В отличие от фильма Стэнли Кубрика, сюжет сериала имеет мало отклонений от романа и на момент премьеры он был за это положительно оценён критикой, но в последующие годы его репутация среди критиков значительно ухудшилась как раз по причине этого буквализма.

## Сюжет
Молодой американец Джек Торранс устраивается на работу в горный отель «Оверлук» сторожем на зимний безлюдный период. К концу осени переезжает туда со своей семьей: женой Венди и шестилетним сыном Денни. Торранс — бывший преподаватель и начинающий писатель, после женитьбы его характер испортился, он стал выпивать, распускать руки. Он сломал руку своему сыну и ударил одного из учеников школы. Эта работа нужна ему, чтобы успокоиться, написать свой роман, провести время, пока его друг не устроит его снова в школу. До него отель охранял некий Джон Греди, перебивший всю свою семью.
Во время отъезда персонала отеля, Денни познакомился с поваром Диком Холлораном, который сказал мальчику, что он «сияет», как никто другой, то есть может читать мысли других и видеть то, чего не видят обычные люди, может видеть будущее или просто то, что может и не может при каких-то обстоятельствах не произойти. Его мать «тоже немного, капельку „сияет“». Холлоран заявляет, что отель — это очень скверное место, где явно заправляет нечистая сила, и категорически запрещает мальчику заходить в номер 217.
Семья Торрансов остаётся в огромном здании. Начинают происходить странные вещи. Денни начинает видеть истинное лицо отеля, который населяют призраки прошлых лет. Денни заходит в номер 217 и видит там воскресшую женщину, которая в своё время утопилась в ванне этого номера. «Хозяин отеля» подбрасывает Джеку альбом с историей отеля и постепенно овладевает его разумом. Джек разбивает радио и ломает двигатель снегохода, разрывая все связи с внешним миром. Призраки становятся всё более материальными. Денни посылает отчаянный мысленный зов Холлорану, и тот спешит на помощь. Разумом Джека окончательно овладевает нечистая сила, и он преследует сына и жену, но забывает о необходимости следить за давлением в паровом котле. Спустившись в подвал, Джек, подстрекаемый «хозяином отеля» и Грэйди, пытается устранить неполадку. Но в последний момент добро в нём пересилило, и Джек открыл кран, в результате чего происходят взрыв и разрушение отеля. Холлоран выводит Денни и Венди на улицу, где начинают гореть кустовые животные. Затем они уезжают навсегда. Спустя 10 лет Денни оканчивает с отличием школу и на выпускном вечере видит призрак своего отца, который говорит ему, что очень его любит. А на развалинах «Оверлука» собираются проводить реконструкцию, чтобы «не дать великому наследию умереть».

## В ролях
- Стивен Уэбер — Джек Торранс
- Ребекка Де Морней — Венди Торранс
- Кортленд Мид — Дэнни Торранс
  - Уил Хорнефф — Тони / взрослый Дэнни
- Мелвин Ван Пиблз — Дик Холлоран
- Пэт Хингл — Пит Уотсон
- Эллиотт Гулд — Стюарт Ульман
- Джон Дарбин — Хорас Деруэнт
- Стэнли Андерсон[англ.] — Делберт Грейди
- Синтия Гэррис — Лоррейн Мэсси (женщина из 217 номера)
- Лиза Торнхилл — Двойник Риты Хейворт
- Мигель Феррер — Марк Джеймс Торранс
- Майкл О’Нил — доктор Дэниель Эдвардс
- Жан Ван Сикл — Эл Шокли

## Создание
Основной причиной создания является недовольство Стивена Кинга версией, снятой в 1980 году Стэнли Кубриком. Стивен Кинг был исполнительным продюсером, и сериал должен был показать, как видит эту историю сам автор романа, однако он, как и его фильм-предшественник, всё равно подвергся критике Стивена Кинга.
Сериал снимался в Отеле «Стэнли», который и вдохновил Кинга на написание романа. Кинг приехал туда один раз в самом конце сезона, когда почти все постояльцы уже разъехались. Номер, в котором он жил, был как раз 217. Сцены сериала в большинстве случаев были сняты с использованием реального интерьера, однако, чтобы подчеркнуть старомодность здания, были использованы декорации.

## Различия с романом
Хотя сериал создавался с минимальными отклонениями, а Стивен Кинг лично написал к нему сценарий, различия с романом в сериале всё же присутствуют. Причём с учётом того, что сценарий писался самим Кингом, некоторые из этих различий не совсем ясны.
- Семья Торрансов показана не такой социально-бедной, как в романе. Они живут не в крохотной квартире, а в двухэтажном доме с художественной галереей Вэнди (Вэнди, по сюжету сериала, - художница).
- Тони представлен не такой мистической фигурой, как в романе. В романе Дэнни не видит его лица вплоть до финала, а до этого Тони общается с ним в основном мысленно, а визуально появляется лишь вдали, как неясный силуэт. В сериале зритель видит лицо Тони с самого начала и вся мистика с ним в основном сведена к минимуму. В финале выясняется, что Тони — это ипостась Дэнни в 17 лет, в романе Тони — это Дэнни в 11 лет.
- В сериале Дэнни 7 лет, в романе — 5 лет (причём мировоззрение Дэнни описано Кингом именно с позицией, характерной именно для пятилетнего мальчика, но не для семилетнего).
- В романе, когда семья Торрансов приезжает в «Оверлук», в нем ещё остаются люди, в том числе управляющий Уллман. В сериале же в отеле находятся только Уотсон и Холлоран.
- В романе женщина из номера 217 плохо выглядела, страдала варикозным расширением вен, лишним весом, имела отталкивающую внешность, злоупотребляла алкоголем и умерла от передозировки снотворного, поскольку от неё сбежал молодой жиголо с деньгами. В фильме это элегантная стройная женщина в хорошей физической форме, умирает, вскрыв себе вены. Уотсон говорит, что это произошло после того как от нее сбежал молодой любовник.
- Сокращены сцены с живыми зверями-кустами. Дэнни в сериале фактически ни разу не ощущает на себе толком всю их враждебность (убран эпизод, где звери-кусты преследуют Дэнни до крыльца отеля).
- Приступы Сияния у Дэнни и Холлорана в сериале выглядят, как нечто вроде наркотического опьянения (у Дэнни) и сильного телепатического удара (у Холлорана). В романе приступ Сияния больше напоминает нечто вроде гипнотического транса. К Сиянию добавилось новое свойство, похожее на телекинез: Дэнни может разбивать предметы на расстоянии.
- Поскольку сериал снимался для телевидения, физическое насилие вышло урезанным по сравнению с романом. Переломы, которые Джек наносит молотком для крокета сначала Вэнди, а потом Холлорану, не так критичны, а когда Дэнни объясняет безумному Джеку, что отель его обманул, убран момент, где Джек в ярости начинает бить себя молотком по лицу. Убран также момент, где Вэнди всаживает Джеку в спину нож, который там остаётся всё время.
- В финале у Джека, когда он сбрасывает давление в котле, в последний момент просыпается рассудок и он намеренно повышает давление, чтобы спасти жену и сына. В романе просветления у Джека не происходит, а давление к тому моменту достигает такой критической точки, что его сброс уже бесполезен.
- В финале зрителю показывают счастливую семью Торранс. У Вэнди, судя по всему, процветает художественная галерея, 17-летнего Дэнни явно не мучают никакие психологические травмы из детства (этот финал не стыкуется с книжным сиквелом «Доктор Сон»). Роман в финале не показывает взрослую жизнь Дэнни, вместо этого есть эпизод, где Дэнни говорит Холлорану, что ненавидит свой дар, но Холлоран убеждает его, что Сияние ещё может ему пригодиться.

## Награды
В 1998 году мини-сериал получил премию «Сатурн» за лучшую телепостановку, а актёр Стивен Уэбер получил премию «Сатурн» лучшему телеактёру за роль Джека Торранса.